# Neozelandeses no Brasil
Os neozelandeses no Brasil são neozelandeses que imigram para o Brasil, porém o termo também se aplica aos brasileiros que têm pais neozelandeses ou ancestralidade neozelandesa. Muitos dos neozelandeses que vão para o país sul-americano vão a trabalho ou a estudo. O Brasil é o terceiro lugar com mais neozelandeses nas Américas, logo após os Estados Unidos e o Canadá.